# Giovanni Angelo Becciu

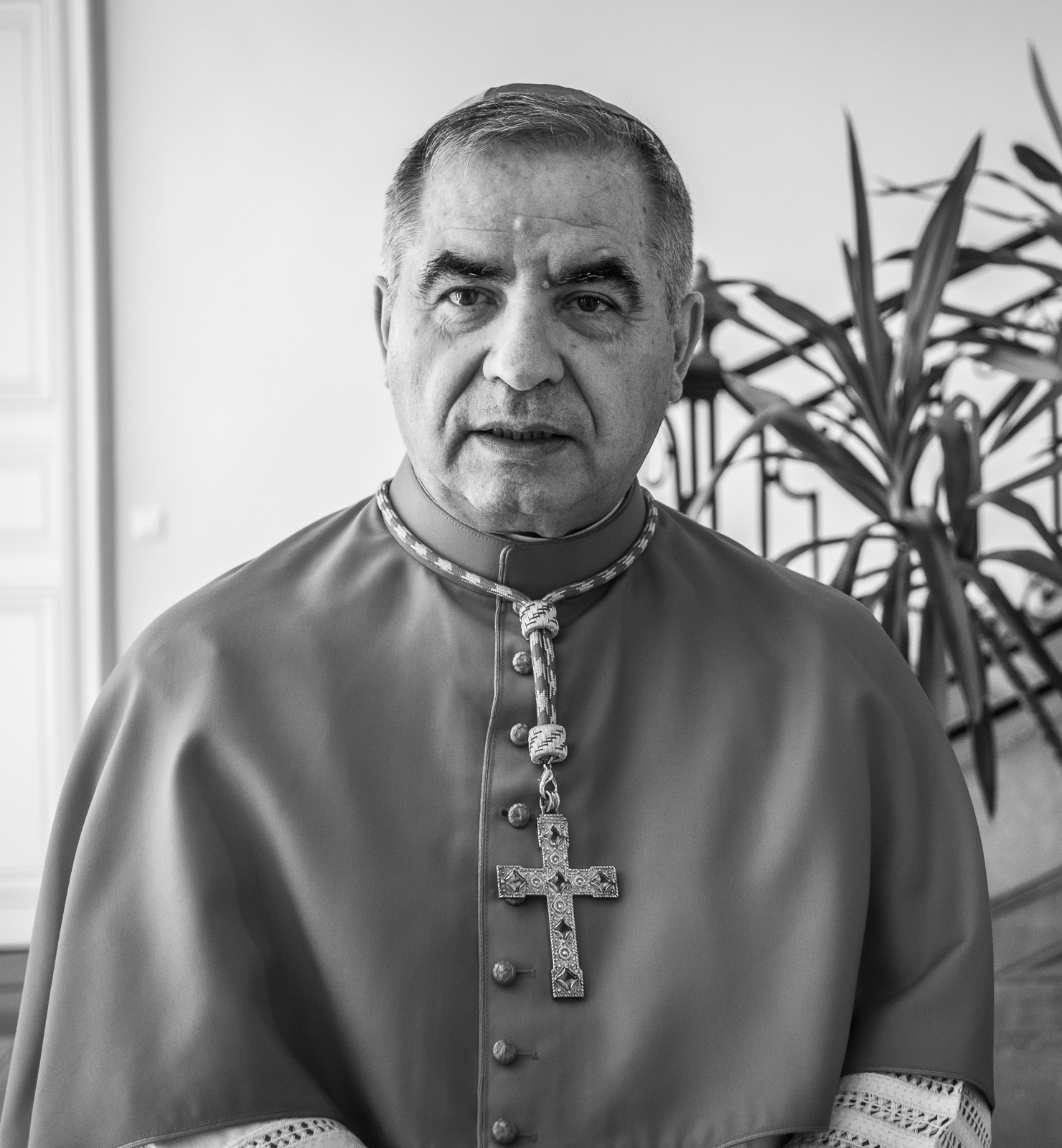
Giovanni Angelo Becciu (als Kardinal 2018)

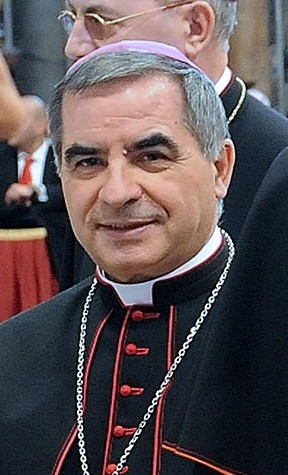
Giovanni Angelo Becciu (2013)

Kardinalswappen

Giovanni Angelo Kardinal Becciu (* 2. Juni 1948 in Pattada, Provinz Sassari, Sardinien, Italien) ist ein italienischer Geistlicher und ehemaliger Kurienkardinal der römisch-katholischen Kirche. Er war Präfekt der Kongregation für die Selig- und Heiligsprechungsprozesse und ab 2017 päpstlicher Delegat beim Souveränen Malteserorden. 2020 trat er von allen Ämtern und den mit dem Kardinalat verbundenen Rechten zurück. Im Jahr 2023 wurde er wegen Betrugs und Unterschlagung verurteilt.

## Leben
Giovanni Angelo Becciu empfing am 27. August 1972 durch den Bischof von Ozieri, Francesco Cogoni, das Sakrament der Priesterweihe für das Bistum Ozieri. Er wurde im Fach Kirchenrecht promoviert.
Am 1. Mai 1984 trat Giovanni Angelo Becciu in den diplomatischen Dienst des Heiligen Stuhls ein. Er war als beigeordneter Sekretär in den Apostolischen Nuntiaturen im Tschad und in der Zentralafrikanischen Republik tätig. 1985 wurde er zudem Nuntiatursekretär in der Volksrepublik Kongo. Am 19. Februar 1985 verlieh ihm Papst Johannes Paul II. den Ehrentitel Kaplan Seiner Heiligkeit (Monsignore). 1986 wurde Becciu Nuntiatursekretär für die Region des Roten Meeres und im Sudan, 1988 sodann Nuntiatursekretär in den Apostolischen Nuntiaturen in Neuseeland, auf Fidschi und für den Pazifischen Ozean. 1990 wurde er Nuntiatursekretär in Gambia, Guinea, Liberia und Sierra Leone. 1991 wurde er Uditore. 1992 wurde er nach Großbritannien versetzt und 1994 wurde er Nuntiaturrat. 1995 wurde er Nuntiaturrat in Frankreich. Am 2. März 1997 verlieh ihm Papst Johannes Paul II. den Titel Ehrenprälat Seiner Heiligkeit. 2000 erfolgte die Versetzung in die USA.
Johannes Paul II. ernannte ihn am 15. Oktober 2001 zum Titularerzbischof von Rusellae und bestellte ihn zum Apostolischen Nuntius in Angola. Am 15. November 2001 wurde er zudem zum Apostolischen Nuntius in São Tomé und Príncipe ernannt. Die Bischofsweihe spendete ihm Kardinalstaatssekretär Angelo Kardinal Sodano am 1. Dezember desselben Jahres; Mitkonsekratoren waren der Apostolische Nuntius in Italien und San Marino, Erzbischof Paolo Romeo, und der Bischof von Ozieri, Sebastiano Sanguinetti. Giovanni Angelo Becciu wählte sich den Wahlspruch Duc in altum („Fahr hinaus auf den See“), der dem Evangelium nach Lukas (Lk 5,4 ) entstammt. Am 23. Juli 2009 bestellte ihn Papst Benedikt XVI. zum Apostolischen Nuntius in Kuba.
Benedikt XVI. ernannte ihn am 10. Mai 2011 zum Substituten des Staatssekretariates. In diesem Amt bestätigte Papst Franziskus ihn am 31. August 2013. 2016 sagte Becciu – unter Überschreitung seiner Kompetenzen – die bevorstehende Prüfung der Buchhaltung der Kurie durch PricewaterhouseCoopers ab. Im Jahr 2017 wurde er von Papst Franziskus als Krisenmanager zur „spirituellen und moralischen Erneuerung“ des Malteser-Ordens eingesetzt.
Am 26. Mai 2018 ernannte ihn der Papst zum Präfekten der Kongregation für die Selig- und Heiligsprechungsprozesse. Dieses Amt übernahm er am 31. August desselben Jahres, sein Amt als Substitut des Staatssekretariats endete mit Ablauf des 29. Juni 2018.
Im Konsistorium vom 28. Juni 2018 nahm ihn Papst Franziskus als Kardinaldiakon mit der Titeldiakonie San Lino in das Kardinalskollegium auf. Am 6. Oktober desselben Jahres ernannte ihn der Papst zum Mitglied der Kongregation für die Evangelisierung der Völker. Die Besitzergreifung seiner Titeldiakonie fand am 20. Januar 2019 statt.
Am 24. September 2020 nahm Papst Franziskus Beccius Rücktritt vom Amt des Präfekten der Heilig- und Seligsprechungskongregation sowie seinen Verzicht auf die aus dem Kardinalat erwachsenden Rechte an. Die Annahme des Rücktritts erfolgte ohne Angabe von Gründen, nachdem im Vorjahr staatsanwaltliche Ermittlungen wegen finanzieller Unregelmäßigkeiten eingeleitet worden waren.

## Souveräner Malteserorden
Papst Franziskus ernannte am 4. Februar 2017 Giovanni Angelo Becciu zum vatikanischen Sonderbeauftragten für den Souveränen Malteserorden. Er wurde beauftragt, den Orden spirituell und moralisch zu erneuern. Grund waren ein vorhergegangener Machtkampf und Streitigkeiten im Orden, welche mit der Entlassung des damaligen Großmeisters Matthew Festing endeten.
Am 22. Juni 2017 wurde Giovanni Angelo Becciu in der Kapelle des Magistralpalastes von Fra’ Giacomo Dalla Torre del Tempio di Sanguinetto in den Malteserorden aufgenommen und zum Kaplan Conventual-Großkreuz ad honorem ernannt.
Das Amt des Delegaten übte er bis 2020 auch nach dem Ende der Tätigkeit als Substitut des Staatssekretariats und dem Beginn des Amtes als Präfekt der Kongregation für die Selig- und Heiligsprechungsprozesse aus. Am 1. November 2020 ernannte Papst Franziskus Silvano Tomasi zu seinem Nachfolger als Sonderbeauftragten für den Malteserorden.

## Vorwurf der Veruntreuung und des Amtsmissbrauchs und Strafverfahren
Die vatikanische Staatsanwaltschaft begann 2019 Ermittlungen gegen Becciu. Becciu soll 2014 und 2018 Investitionen in ein Londoner Immobilienprojekt für Luxuswohnungen im Londoner Stadtteil Chelsea (Sloane-Avenue-Immobilie) in Höhe von 250 Millionen Euro genehmigt haben. Das Geld stammte zum großen Teil aus dem Peterspfennig. Dabei wurden Provisionen und Fondsgebühren von bis zu 60 Millionen Euro gezahlt. In die Immobilie (60 Sloane Avenue) investierte der Vatikan über einen Luxemburger beziehungsweise in Malta registrierten Investmentfonds (Athena Capital Global Opportunities Fund). Anfang 2022 wurde die Sloane-Avenue-Immobilie an den US-Finanzinvestor Bain Capital mit einem Nettoverlust von mehr als 100 Millionen Euro verkauft. Der Verlust wurde durch das Staatssekretariat ausgeglichen. Als ein Rechnungsprüfer, der Generalrevisor Libero Milone, 2017 kritische Fragen zur Investition in Chelsea stellte, wurde er entlassen. Nachdem das Istituto per le Opere di Religione (IOR) im Juli 2019 die Kreditaufnahme zum Kauf der Immobilie als „verdächtig“ an die vatikanische Staatsanwaltschaft gemeldet hatte, nahm diese Untersuchungen auf.
Papst Franziskus verteidigte im November 2019 die Investition mit den Worten „Ja, man kann auch Eigentum kaufen, es vermieten und dann verkaufen.“ Das diene dann der Sache der Menschen des Peterspfennigs. Geld nur nach alter Art in den Sparstrumpf zu stecken sei schlechte Verwaltung. Man müsse aber sichere und moralische Investitionen tätigen. „Wenn ich mit dem Peterspfennig in eine Waffenfabrik investiere, dann ist die Spende keine Spende.“
Anfang Juli 2021 beschloss der Präsident des Vatikan-Gerichtshofs die Eröffnung des Hauptverfahrens wegen Veruntreuung, Amtsmissbrauchs und weiterer Taten gegen Becciu und neun weitere Beschuldigte, darunter der frühere Präsident der Vatikanischen Finanzaufsicht René Brülhart, deren Ex-Direktor Tommaso Di Ruzza, die Vatikanberaterin und Becciu-Vertraute Cecilia Marogna und der als Schlüsselperson geltende Investmentbanker Gianluigi Torzi. Die öffentliche Hauptverhandlung begann am 27. Juli 2021. Die vatikanische Staatsanwaltschaft forderte im Juli 2023 eine Haftstrafe von sieben Jahren und drei Monaten.
Am 16. Dezember 2023 wurde Angelo Becciu vom Richter Giuseppe Pignatone wegen Betrugs und Unterschlagung erstinstanzlich zu fünfeinhalb Jahren Haft und einer Geldstrafe verurteilt.
Der Mitangeklagte Rene Brülhart wurde zu einer milden Geldstrafe verurteilt. Er ist ein Schweizer Jurist und war Aufsichtsratschef der Finanzaufsicht (AIF) des Vatikans. Der Mitangeklagte Enrico Crasso, ehemaliger Finanzberater des Vatikans, wurde zu sieben Jahren Haft verurteilt. Hauptbelastungszeuge war Alberto Perlasca, Priester und ehemaliger Büroleiter im vatikanischen Staatssekretariat. Er habe jedoch „keine überzeugenden Antworten gegeben oder sogar Aussagen gemacht, die mit anderen Feststellungen in den Akten unvereinbar“ gewesen seien, erklärten die Richter ihre Urteilsbegründung. Einige Schilderungen seien unzuverlässig und widersprüchlich gewesen, sodass kein Angeklagter „auf Grundlage ihrer Aussagen schuldig gesprochen worden“ sei.
Beccius Anwälte Fabio Viglione und Marie Concetta Marzo kündigten Berufung an. Die Urteilsbegründung wurde im Oktober 2024 vorgelegt. Becciu wohnte noch in seiner Wohnung am Petersplatz. Er betonte weiterhin seine Unschuld und verwies auf Machenschaften gegen ihn, die im Prozess durch Zeugenaussagen erkennbar geworden seien. Auch sagte er unter anderem, seine Aufgabe sei es gewesen, [für Investitionen] die finale Genehmigung zu erteilen. Dabei habe er immer die Vorschläge, die ihm unterbreitet wurden, angenommen. Seine Experten hätten das Vertrauen aller genossen.